# 渋谷区立大和田小学校
渋谷区立大和田小学校（しぶやくりつおおわだしょうがっこう）は、東京都渋谷区桜丘町23番地にあった公立小学校である。

## 概要
開校 1907年 (明治40年) 1月21日
統合する1997年 (平成9年) 3月迄に在籍した児童総数は9,919名、との石碑が渋谷区文化総合センター大和田の敷地内東側に建立されている。

## 沿革
- 1907年（明治40年）1月21日 - 大和田小学校（のちの渋谷区立大和田小学校）が開校。
- 1997年（平成9年）4月1日 - 渋谷区立小学校の統廃合により、大和田小学校は、渋谷小学校、大向小学校と3校で統合し、神南小学校へ引き継がれる。
- 2010年（平成22年）6月 - 渋谷区文化総合センター大和田が旧渋谷区立大和田小学校の跡地に竣工。2階に旧大和田小学校の校歴展示室がある。

## 出身著名人
- 井上順   （歌手、俳優、コメディアン）
- 寺島信子  （女優、声優）[1]